# Блатець (община Виниця)
Бла́тець (мак. Блатец) — село у Північній Македонії, яке входить до общини Виниця, що в Східному регіоні країни.
Громада складається з — 1533 осіб (перепис 2002) і всі македонці. Село розкинулося в передгірській місцевості (середні висоти — 710 метрів) у підніжжі гірського пасма Плачковиця.